# 保罗·萨尔瓦蒂
保罗·萨尔瓦蒂 （意大利语: Paolo Salvati，1939年2月22日—2014年6月24日），意大利著名画家、修复家。他是表现主义的艺术家。

## 生平
保罗·萨尔瓦蒂1939年2月22日出生于罗马。他听从姨妈Lina Patriarca的建议，进入中等技术学院学习，后来成为了一名测量师。退伍后他与马赛罗·鲁泰利建筑师合作。多年后，他离开了自己的工作单位，他的艺术才能渐渐地显露出来。他是表现主义画家，善于把现代艺术与古老艺术联系起来。他的画风受威廉·透納、克勞德·莫內、梵高、亨利·德·土魯斯-羅特列克等画家的影响。从1967年到1969年，他画在一系列画布上的油画，在撒丁岛卡利亚里、奥里斯塔诺、博萨和保利拉蒂诺进行了展览。自1970年以来，他的画作也在罗马山上天主聖三堂和阿爾貝托·索爾迪拱廊街的美術馆展览。
保罗·萨尔瓦蒂于2014年6月24日在罗马逝世，葬于罗马一知名墓地。

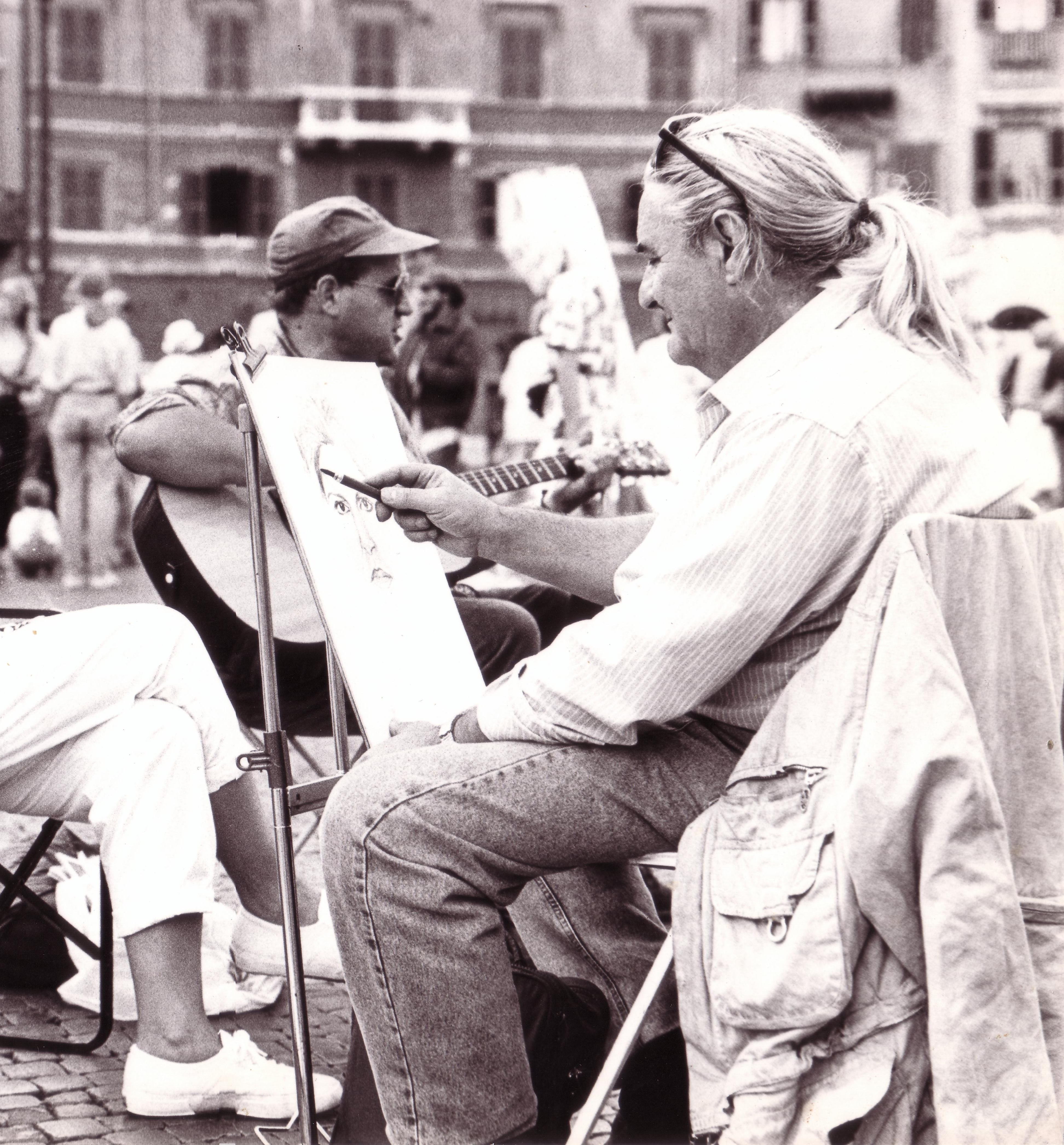
保罗·萨尔瓦蒂於纳沃纳广场 (Piazza Navona)

## 作品
保罗·萨尔瓦蒂的作品的内容都是假想的，如 “蓝石”（1973，1974年）、 “高山泉梦”（1974）和 “高山夏梦”（1975）、 “蓝树”（1980）、 “黄山”（1991）和 “红枝叶”的系列（1993，1994，2000）。作品的种类为自然景色、平原风景、人物画像。他用的绘画技法多为画布上的油彩画、蛋彩画、粉彩和使用丙烯颜料的绘画，画布和织布机都是他亲自准备的。作为风景画家和肖像画家萨尔瓦蒂从1973年在罗马的纳沃纳广场绘画了许多著名艺术家和演员的粉彩肖像画（在画图版上、纸上的油画）。风景画的题材多为罗马古迹和富有想象力的风景。在纳沃纳广场上他认识了一位意大利知名诗人与作家Giuseppe Avarna。Avarna于1974年1月19日写了一首诗篇叫做“至一位画家朋友”，这是专门献给保罗·萨尔瓦蒂的。他热爱研究如何用金银片镀金、银。 此外，保罗·萨尔瓦蒂页非常喜爱制作古典音乐会吉他。 由于一次偶然的机会，他认识到一位艺术收藏者，來自著名的基吉家族的阿戈斯蒂諾親王（Agostino Chigi Albani della Rovere，1929年－2002年），至此，从1993年起他就没有在纳沃纳广场上绘画了。
90年代以来他获得许多奖项，如1996年12月他在罗马展出的“夜晚的悬崖”（1995年）的油画获得了ArtItalia意大利艺术奖。2000年8月在安蒂科利科拉多镇上的第4届年度展览上他的油画“马厩”赢得了第一奖（当前珍藏在安蒂科利科拉多镇的现代艺术博物馆）。
从2000年11月到2001年1月保罗·萨尔瓦蒂在罗马市中心科尔索大道上举行了一个展览，也参加了一个绘画及雕塑展。2005年12月13日他被授予拉齐奥大区的“杰出公民”称号。

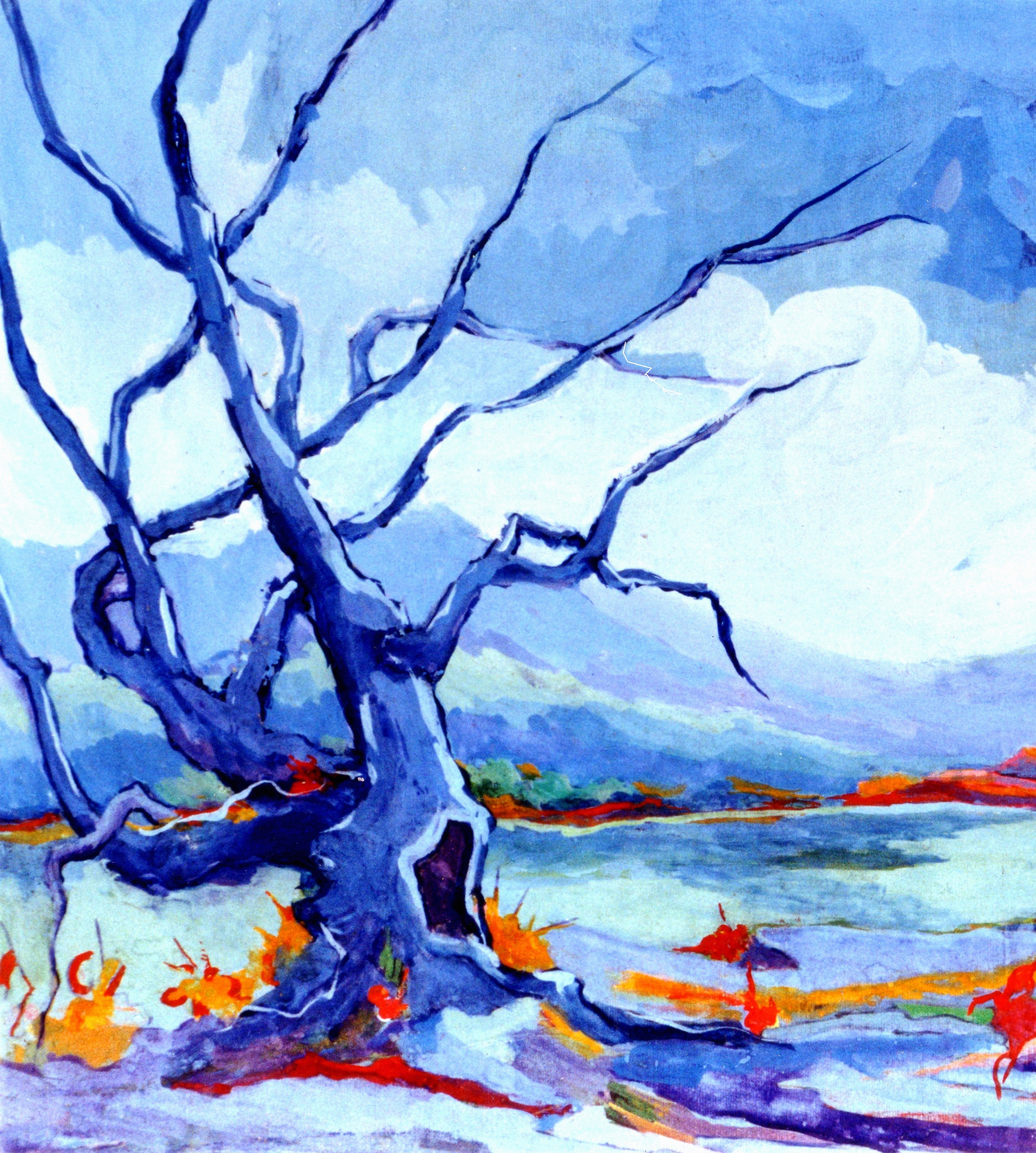
《藍石》，1980－保羅·薩爾瓦蒂
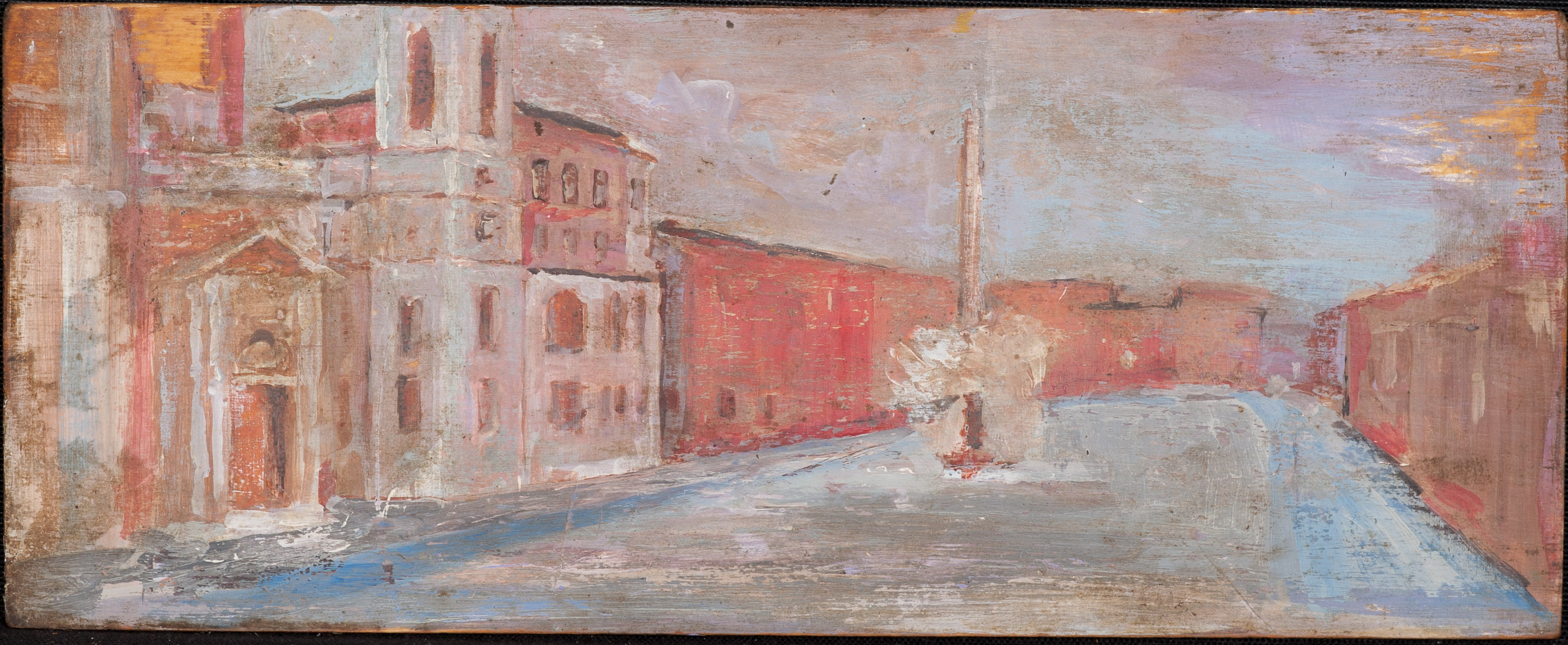
《納沃納廣場》，1962年－保羅·薩爾瓦蒂